# Fodor István (villamosmérnök, 1943)
Fodor István (Mérk, 1943–) Széchenyi-díjas villamosmérnök, üzletember.

## Életrajza
A középiskolai tanulmányait a Mátészalkai Esze Tamás Gimnáziumban végezte.
A mérnöki diplomáját a Budapesti Műszaki Egyetemen szerezte.
A nyolcvanas években meghatározó szerepe volt a magyar híradástechnikai ipar export fővállalkozásainak megszervezésében és irányításában. 1986–1990 között több
jelentős fővállalkozás vezetője Kuvaitban.
1990 végén megbízták az Ericsson magyarországi vállalatának elindításával, megszervezésével. A kilencvenes évek második felére a több mint 700 főt foglalkoztató,  világszínvonalú, fejlett technológiát művelő cég a magyar távközlési piac meghatározó szállítójává, a közép-kelet-európai térségben az Ericsson mérnöki szakértői központjává és világszínvonalú kutatási és fejlesztő részleg otthonává vált. A rendszerváltás utáni két évtizedben az Ericsson magyarországi vállalata építette ki a hazai infokommunikációs infrastruktúra több mint felét. Magyarországon kutatásra, fejlesztésre és kapcsolódó innovációra mint a legnagyobb ilyen magyarországi szervezet, az egyik legtöbbet az Ericsson hazai vállalata költött. A kilencvenes évek elejétől elsőként létesített laboratóriumot a Budapesti Műszaki Egyetemen, majd az ELTE-n jelentős szakmai
együttműködéssel társítva. Az Ericsson magyarországi vállalata 2010-ben már több mint másfélezer, zömében fiatal, felsőfokú végzettségű szakembert foglalkoztatott.
Fodor István a kezdettől 2002 májusáig az Ericsson magyarországi vállalatának vezérigazgatója, majd 2008-ig az elnöke volt.
2010 novemberétől 2012 októberéig a Budapesti Városüzemeltetési Központ Zrt. igazgatóságának elnöke. 2012–2015 között a Semmelweis Egyetem rektori tanácsadója. 2015-2016 az Óbudai Egyetem tanácsadója.
2016-tól a Budapesti Műszaki és Gazdaságtudományi Egyetem Konzisztóriumának elnöke.

## Tagságok
- 1994–2000 között a Budapesti Műszaki Egyetem Társadalmi Szenátusának tagja
- 1996-2005 között a Hírközlési és Informatikai Tudományos Egyesület vezetőségi tagja (1999-2005 között alelnöke)
- 2004-től 2007 végéig az Európai Unió Kutatási Tanácsadó Testületének (EURAB2) tagja
- 1998 és 2000 között az IEEE mérnöki világszervezet magyarországi szekciójának elnöke
- 2000–2006 között a Bolyai-díj Alapítvány kuratóriumának elnöke
- 2002–2004-ben a Magyar EU Üzleti Tanács (HEBC) elnöke, 1998-ban alapító
- 2007–2010 között a Széll Kálmán Alapítvány kuratóriumának elnöke, jelenleg kurátor
- 2006–2010 között az ELTE gazdasági tanácsának tagja
- 2010–2012 között a Semmelweis Egyetem Gazdasági Tanácsának tagja, majd elnöke
- 2008–2014 között a Rajk László Szakkollégium tanácsadó testületének tagja
- 2008–2009-ben tagja volt a Sólyom László köztársasági elnök által felkért négytagú Bölcsek Tanácsának (a Szárny és teher című kötet társszerzője)
- 2003-  a Mádl-kör tagja
- 2011- a Magyarország Barátai Alapítvány kurátora

## Díjak, kitüntetések
- Gábor Dénes-díj (1996)
- Az 1998-as „Év Menedzserévé” választották
- Széchenyi-díj (megosztva, 1999)
- „Páratlan ember a jövőnkért” a Junior Achievement Hungary díja (2001)
- HTE Puskás Tivadar-díj (2005)
- Lónyai Menyhért-díj (Szabolcs-Szatmár-Bereg megye díja, 2008)
- Óbuda Díszpolgárává választották (2009)
- A Magyar Köztársasági Érdemrend középkeresztje (2010)
- Trefort Ágoston-díj (2015)
- Magyar Érdemrend középkeresztje a csillaggal polgári tagozat (2018)[1]
- Mátészalka Díszpolgárává választották  (2018)

## Oktatás, publikációk
A Budapesti Műszaki Egyetem és a Corvinus Egyetem rendszeres előadója (1995–2010).
Több szakmai cikk és előadás mellett:
- Üzenet az ezredvégről, Telekép Kiadó, 2000, társszerző
- Magyarország ma és holnap, Magyar Szemle Kiadó, 2007, társszerző
- Járai–Fodor–Parragh: Túl az idők jelein, Éghajlat Kiadó, 2008
- Alexander Brody: Barátaim könyve, Kalligram Kiadó, 2008, társszerző
- Szárny és teher, Bölcsek Tanácsa Alapítvány, 2009, társszerző
- Magyarország fordulóban; Mádl Ferenc Kör, 2011, társszerző